# Bądki (Zalewo)
Bądki (deutsch Bündtken) ist eine Ortschaft in der Gmina Zalewo (Saalfeld) im Powiat Iławski (Distrikt Deutsch Eylau) der  polnischen Woiwodschaft Ermland-Masuren.

## Geographie
Der Ort liegt in der Moränenlandschaft des Oberlands der historischen Region Ostpreußen, etwa drei Kilometer nördlich von  Saalfeld (Zalewo). Die Gemarkung des Orts wird im Norden von einem Waldgebiet (dem ehemaligen Groß Arnsdorfer Wald) und im Süden vom Mühlengraben (Bach Selewka) begrenzt. Ebenfalls im Süden führt die Wojewodschaftsstraße 519 (bis 1945 Reichsstraße 126) durch die Gemarkung, ohne das Dorf selbst zu berühren.

## Geschichte
Bündtken wurde vom Deutschen Orden als Hakenzinsdorf gegründet.
Im 19. Jahrhundert war die heutige Gemarkung in eine Landgemeinde Bündtken und in einen Gutsbezirk Bündtken aufgeteilt. Beide wurden im Jahre 1874 dem Amtsbezirk Arnsdorf im Landkreis Mohrungen zugeschlagen. Im Jahr 1785 wurde die Ortschaft als „adliges Gut, Hof, Vorwerk und Dorf“ mit 33 Feuerstellen (Haushaltungen) bezeichnet, und als Gutsbesitzer wurde  ein Leutnant von Bär genannt. Im Rahmen einer Gebietsreform wurde 1928 der Gutsbezirk in die Landgemeinde eingemeindet. 
Bis 1945 gehörte die Gemeinde Bündtken in dieser Form zum Landkreis Mohrungen im Regierungsbezirk Königsberg der Provinz Ostpreußen des Deutschen Reichs.
Gegen Ende des Zweiten Weltkriegs besetzte im Frühjahr 1945 die Rote Armee die Region. Bald darauf wurde das Kreisgebiet mit Bündtken zusammen mit der südlichen Hälfte Ostpreußens unter polnische Verwaltung gestellt. Bündtken wurde in Bądki umbenannt. Soweit die deutschen Einheimischen nicht geflohen waren, wurden sie in der darauf folgenden Zeit vertrieben.
Bądki wurde in die neugebildete Gmina Zalewo eingegliedert. Der Ort ist heute Sitz eines Schulzenamtes ohne weitere zugehörige Ortschaften.

## Bevölkerungsentwicklung
| Jahr | Einwohner | Anmerkungen |
| ---- | --------- | ----------- |
| 1933 | 265       | [ 4 ]       |
| 1939 | 344       | [ 4 ]       |

## Herrenhaus

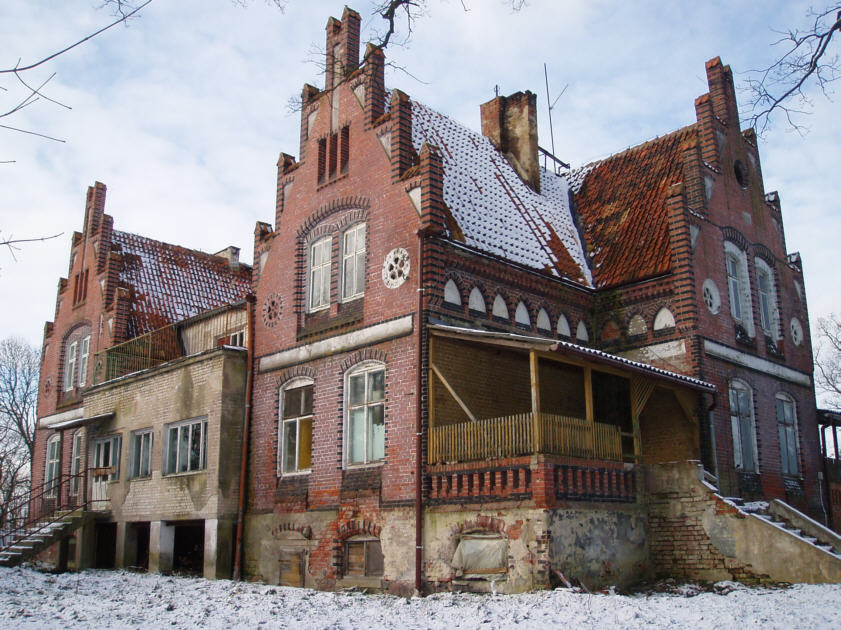
Herrenhaus in Bądki (Bündtken)

Johann Martin Stoppel, der damalige Gutsbesitzer von Bündtken, ließ im Jahr 1869 ein neues Herrenhaus im neugotischen Stil errichten. Die architektonischen Details orientierten sich an der Backsteingotik der Deutschordensburgen. Das Gebäude wurde auf einem H-förmigen Grundriss errichtet, mit einer Terrasse zwischen den äußeren Flügeln. Südlich des Herrenhauses schließt sich ein Park an. Die Nachfahren Stoppels bewohnten das Herrenhaus bis 1945. Das ehemalige Herrenhaus ist heute vermietet und kann innen nicht besichtigt werden.

## Persönlichkeiten
- Rose Stoppel (1874–1970), Botanikerin